# Excavarus apiarius
Excavarus apiarius là một loài tò vò trong họ Ichneumonidae.